# Liste der Auslandsvertretungen Nordmazedoniens

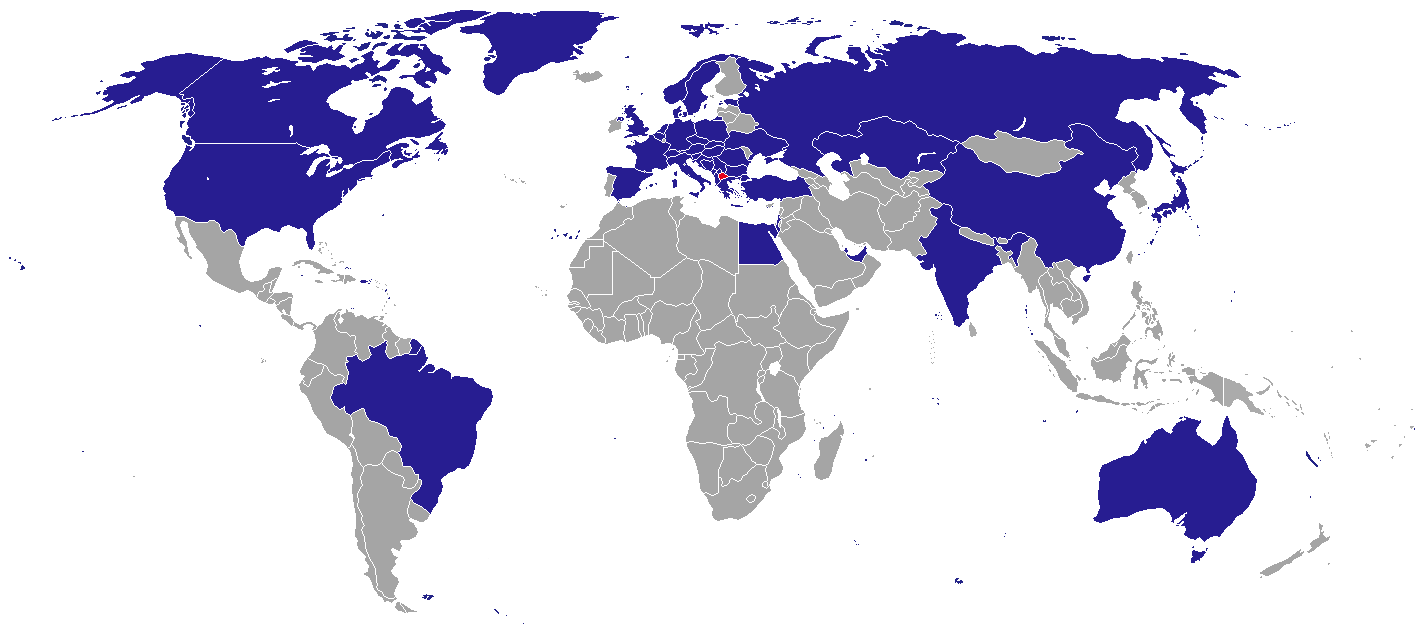
Standorte der diplomatischen Vertretungen Nordmazedoniens

Dies ist eine Liste der diplomatischen Vertretungen Nordmazedoniens.

## Diplomatische Vertretungen

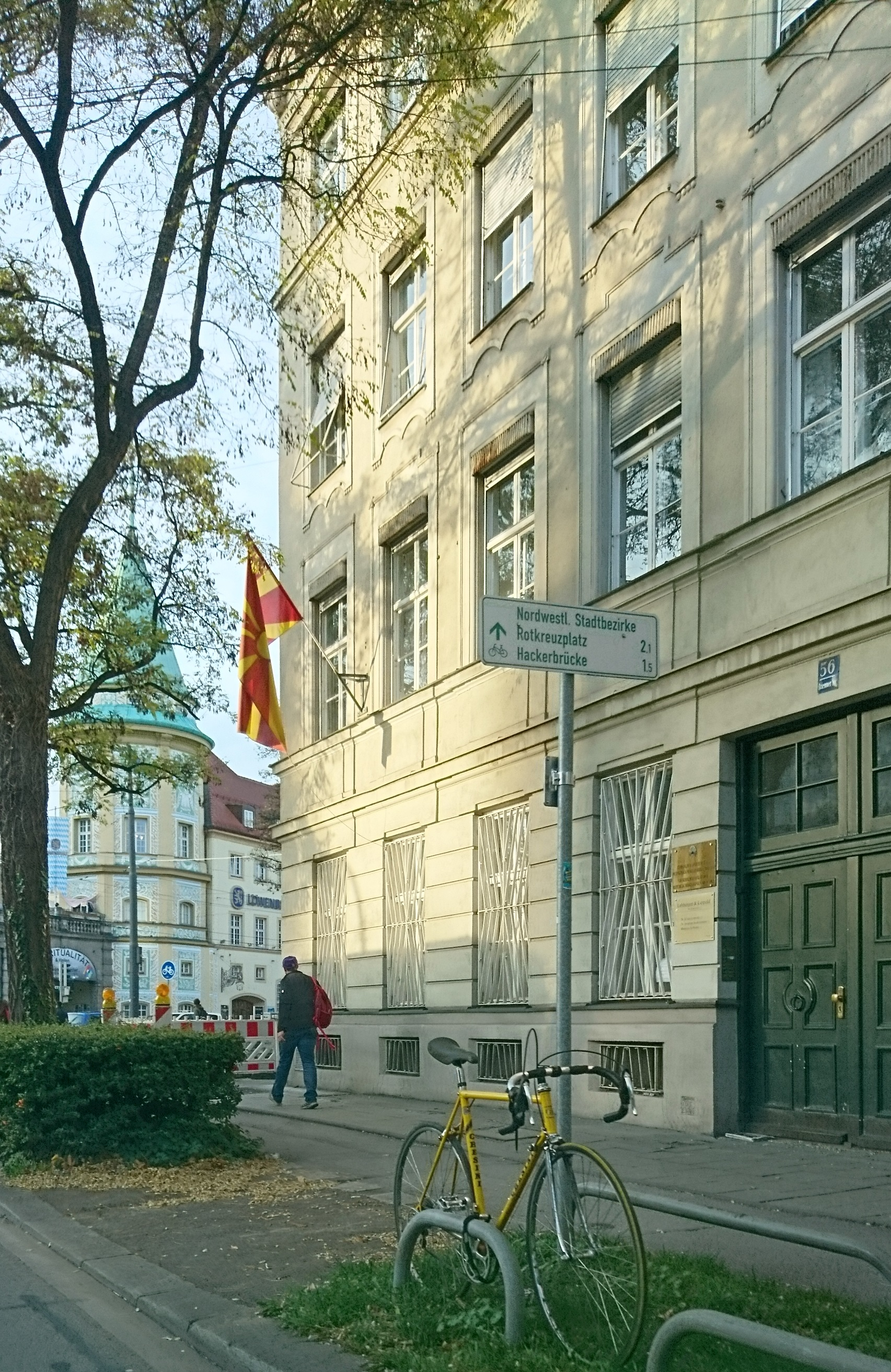
Generalkonsulat Nordmazedoniens in München

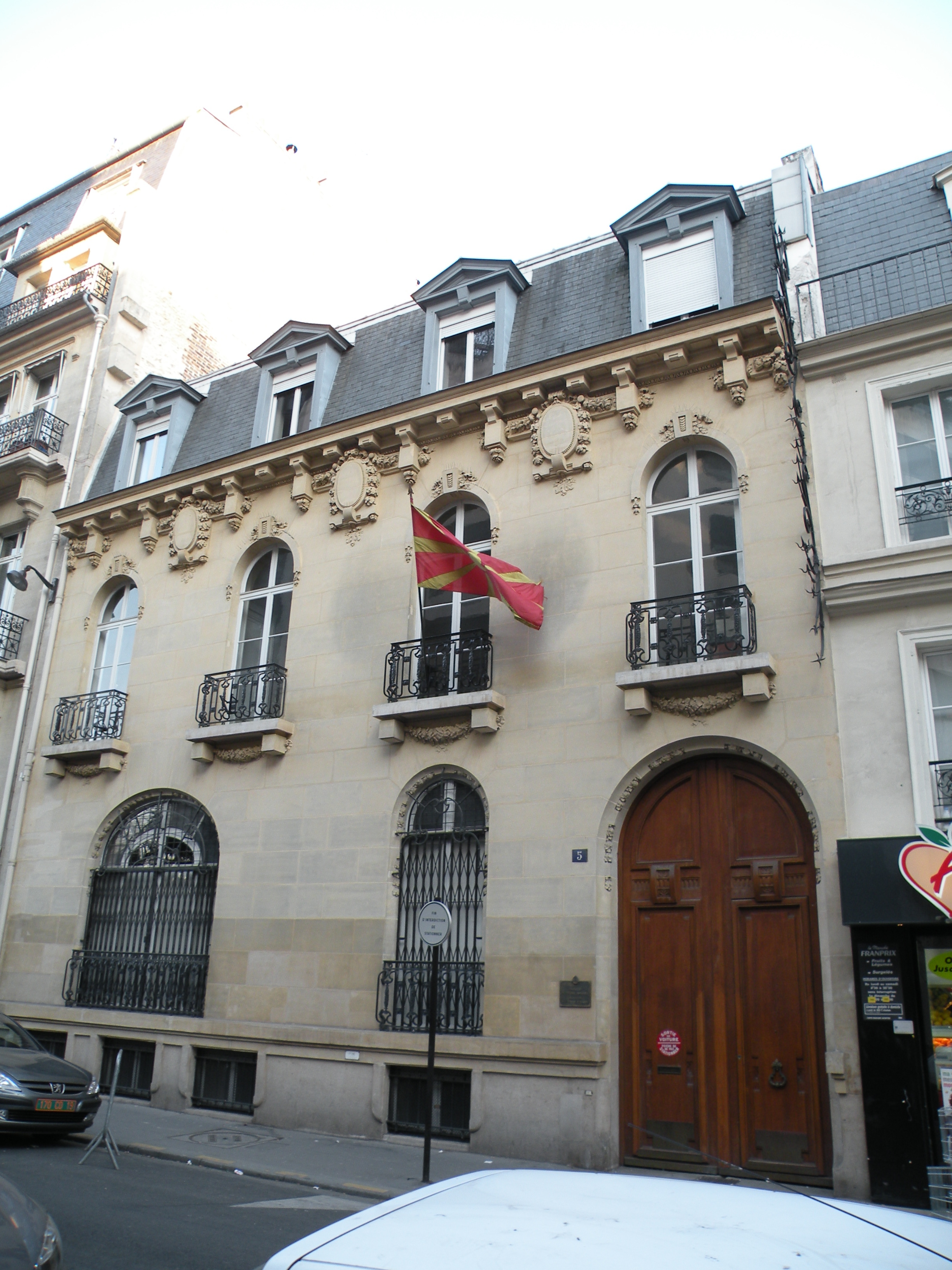
Nordmazedonische Botschaft in Paris

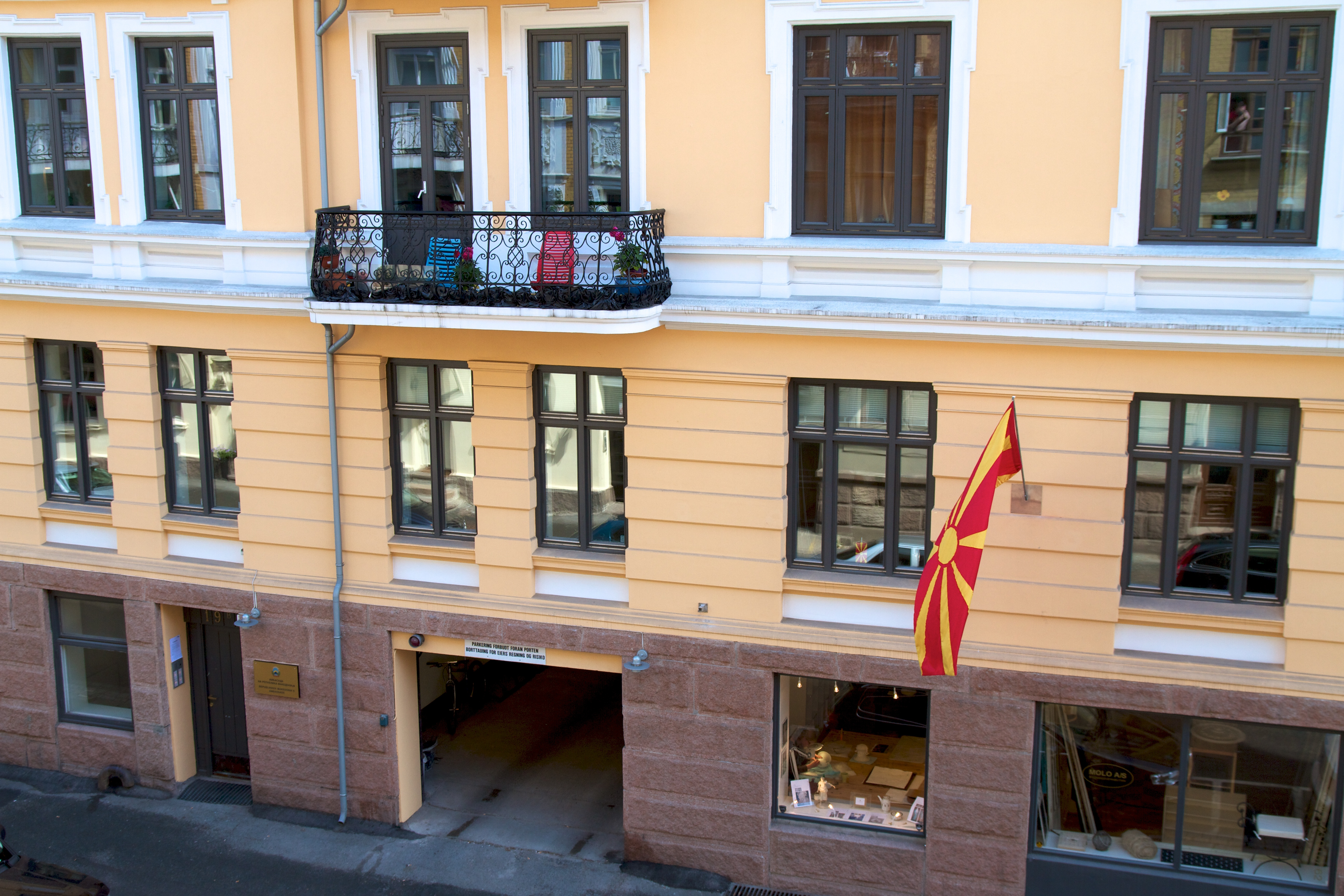
Nordmazedonische Botschaft in Oslo

### Afrika
- Ägypten: Kairo, Botschaft

### Asien
| - Volksrepublik China: Peking, Botschaft - Indien: Neu-Delhi, Botschaft - Israel: Tel Aviv, Botschaft | - Japan: Tokio, Botschaft - Katar: Doha, Botschaft - Vereinigte Arabische Emirate: Abu Dhabi, Botschaft |

### Australien und Ozeanien
- Australien: Canberra, Botschaft
- Australien: Melbourne, Generalkonsulat

### Europa
| - Albanien: Tirana, Botschaft - Belgien: Brüssel, Botschaft - Bosnien und Herzegowina: Sarajevo, Botschaft - Bulgarien: Sofia, Botschaft - Dänemark: Kopenhagen, Botschaft - Deutschland: Berlin, Botschaft - Deutschland: Bonn, Außenstelle der Botschaft - Deutschland: Hamburg, Generalkonsulat - Deutschland: München, Generalkonsulat - Estland: Tallinn, Botschaft - Frankreich: Paris, Botschaft - Griechenland: Athen, Verbindungsbüro - Griechenland: Thessaloniki, Büro - Italien: Rom, Botschaft - Italien: Venedig, Generalkonsulat - Kosovo: Priština, Botschaft - Kroatien: Zagreb, Botschaft - Montenegro: Podgorica, Botschaft | - Niederlande: Den Haag, Botschaft - Norwegen: Oslo, Botschaft - Österreich: Wien, Botschaft - Polen: Warschau, Botschaft - Rumänien: Bukarest, Botschaft - Russland: Moskau, Botschaft - Schweden: Stockholm, Botschaft - Schweiz: Bern, Botschaft - Serbien: Belgrad, Botschaft - Slowenien: Ljubljana, Botschaft - Spanien: Madrid, Botschaft - Tschechien: Prag, Botschaft - Türkei: Ankara, Botschaft - Türkei: Istanbul, Generalkonsulat - Ukraine: Kiew, Botschaft - Ungarn: Budapest, Botschaft - Vereinigtes Königreich: London, Botschaft |

### Nordamerika
| - Kanada: Ottawa, Botschaft - Kanada: Toronto, Generalkonsulat - Vereinigte Staaten: Washington, D.C., Botschaft | - Vereinigte Staaten: Chicago, Generalkonsulat - Vereinigte Staaten: Detroit, Generalkonsulat - Vereinigte Staaten: New York City, Generalkonsulat |

### Südamerika
- Brasilien: Brasília, Botschaft

## Vertretungen bei internationalen Organisationen
- Europäische Union: Brüssel, Ständige Mission
- Europarat: Straßburg, Ständige Mission
- NATO: Brüssel, Ständige Mission
- Vereinte Nationen: New York City, Ständige Mission
- Vereinte Nationen: Genf, Ständige Mission
- Organisation für Sicherheit und Zusammenarbeit in Europa (OSZE): Wien, Ständige Mission
- Organisation der Vereinten Nationen für Erziehung, Wissenschaft und Kultur (UNESCO): Paris, Ständige Mission
- Heiliger Stuhl: Vatikanstadt, Botschaft